# Lanta Barat
Lanta Barat is een bestuurslaag in het regentschap Bima van de provincie West-Nusa Tenggara, Indonesië. Lanta Barat telt 2009 inwoners (volkstelling 2010).